# Agathe Chon Kyong-hyob
Pour les articles homonymes, voir Sainte Agathe.
Agathe Chon Kyong-hyob ou Agathe Chŏn Kyŏng-hyŏb (en coréen 전경협 아가타) est une laïque chrétienne coréenne, martyre et sainte, née en 1790 à Séoul en Corée, morte décapitée le 26 septembre 1839 à côté de Séoul.
Reconnue martyre et béatifiée en 1925 par le pape Pie XI, elle est solennellement canonisée à Séoul par Jean-Paul II le 6 mai 1984 avec les autres martyrs de Corée. 
Sainte Agathe Chon Kyong-hyob est fêtée le 26 septembre et le 20 septembre.

## Biographie
Agathe Chon Kyong-hyob naît en 1790 dans la ville de Séoul en Corée,. Elle est la fille de non chrétiens, qui meurent quand elle est encore jeune. Orpheline, elle vit dans une grande pauvreté.
Elle est aidée par une dame de la cour royale, An Hyong-gwang, et vit avec elle. Quelques années après, son frère veut qu'elle se marie, mais la dame de la cour ne la laisse pas partir.
Agathe Chon en vient à figurer elle aussi sur la liste des dames de la cour. Elle devient catholique sous l'influence d'une autre dame de la cour, Lucie Pak. Lorsque celle-ci quitte la cour pour mieux vivre sa foi, Agatha Chon prétend elle aussi être malade et quitte la cour, pensant que cette vie de cour peut entraver sa vie spirituelle.
Agathe vit alors avec Lucie Pak. Elle se consacre à la prière, aux lectures spirituelles et à pratique de la vertu. Les gens l'admirent, elle en convertit beaucoup au catholicisme. Elle ne se plaint jamais, malgré son dénuement et sa mauvaise santé.
Lors des persécutions, elle est arrêtée, interrogée et torturée plus sévèrement que les autres, comme dame de la cour. Malgré les coups et la torture qui lui brisent les os et arrachent la peau, elle n'abandonne pas et refuse de renier sa foi. Son frère, devenu un haut fonctionnaire du gouvernement, veut lui aussi qu'elle abjure, en vain. Il cherche ensuite à la faire empoisonner, sans succès.
Agathe Chon Kyong-hyob est finalement décapitée le 26 septembre 1839 à l'extérieur de Séoul, à la Petite porte de l'Ouest,, en compagnie de huit autres catholiques, dont Juliette Kim.

## Canonisation
Agathe Chon Kyong-hyob est reconnue martyre par décret du Saint-Siège le 9 mai 1925 et ainsi proclamée vénérable. Elle est béatifiée (proclamée bienheureuse) le 6 juin suivant par le pape Pie XI.
Elle est canonisée (proclamée sainte) par le pape Jean-Paul II le 6 mai 1984 à Séoul en même temps que les autres martyrs de Corée. 
Sainte Agathe Chon Kyong-hyob est fêtée le 26 septembre, jour anniversaire de sa mort, et le 20 septembre, qui est la date commune de célébration des martyrs de Corée.